# Durabaculum
Durabaculum is een geslacht van ongeveer vijftig soorten orchideeën uit de onderfamilie Epidendroideae. Het is afgesplitst van het geslacht Dendrobium.
Het zijn grote epifytische orchideeën uit de tropische regenwouden en mangrovebossen van Zuidoost-Azië en Australazië, met talrijke opvallend gekleurde en welriekende bloemen.

## Naamgeving enetymologie
- Synoniem: Dendrobium Sw. (1799) sect. Spatulata

De botanische naam Durabaculum is afgeleid van het Latijnse 'dura' (hard, stevig) en 'baculum' (staf), waarschijnlijk naar de rietachtige stengel van deze plant.

## Kenmerken

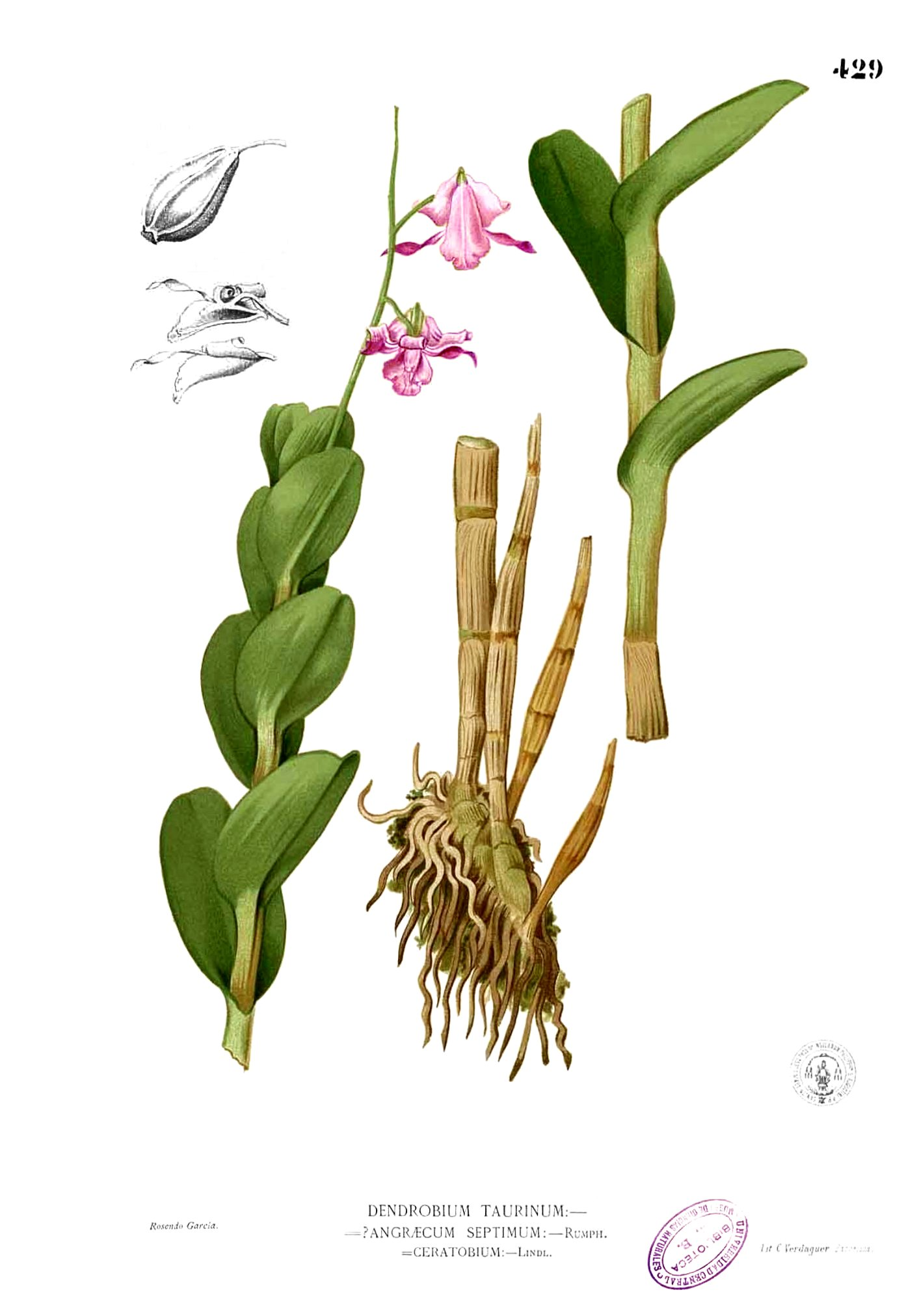
Durabaculum taurinum, detail stengel en bladeren

Durabaculum-soorten zijn grote epifytische of lithofytische orchideeën met enkele tot talrijke rietachtige, cilindrische, gelede en bebladerde stengels, met talrijke leerachtige, lijnvormige tot ovale en gepunte bladeren, en een lange eind- of zijstandige bloemstengel met een rijkbloemige tros met tientallen grote, fel gekleurde en dikwijls welriekende bloemen.

## Habitaten verspreiding
Durabaculum-soorten groeien op bomen of rotsen in de buurt van water of aan de rand van het water in tropische laaglandregenwouden, mangrovebossen en zelfs in de duinen en op koraalriffen, maar ook in koelere bergwouden. Ze komen voornamelijk voor in Nieuw-Guinea, Nieuw-Caledonië, Queensland (Australië), Fiji, Tonga, de Molukken, Java en de Filipijnen.

## Taxonomie
Het geslacht Durabaculum is in 2002 afgesplitst van Dendrobium (voornamelijk van de sectie Spatulata) door Clements en Jones.
Het geslacht telt in de meest recent geaccepteerde taxonomie een vijftigtal soorten. De typesoort is Durabaculum undulatum.

### Soortenlijst
- Durabaculum albertisiana (F.Muell.) M.A.Clem. & D.L.Jones (2002)
- Durabaculum amboinense (Rolfe) M.A.Clem. & D.L.Jones (2002)
- Durabaculum arachnanthe (Kraenzl.) M.A.Clem. & D.L.Jones (2002)
- Durabaculum bandaense (Schltr.) M.A.Clem. & D.L.Jones (2002)
- Durabaculum busuangense (Ames) M.A.Clem. & D.L.Jones (2002)
- Durabaculum calophyllum (Rchb.f.) M.A.Clem. & D.L.Jones (2002)
- Durabaculum cochliodes (Schltr.) M.A.Clem. & D.L.Jones (2002)
- Durabaculum conanthum (Schltr.) M.A.Clem. & D.L.Jones (2002)
- Durabaculum crispilinguum (P.J.Cribb) M.A.Clem. & D.L.Jones (2002)
- Durabaculum fimbrilabium (Rchb.f.) M.A.Clem. & D.L.Jones (2002)
- Durabaculum fuscum (Fitzg.) M.A.Clem. & D.L.Jones (2002)
- Durabaculum gouldii (Rchb.f.) M.A.Clem. & D.L.Jones (2002)
- Durabaculum hamiferum (P.J.Cribb) M.A.Clem. & D.L.Jones (2002)
- Durabaculum helix (P.J.Cribb) M.A.Clem. & D.L.Jones (2002)
- Durabaculum hornei (S.Moore) M.A.Clem. & D.L.Jones (2002)
- Durabaculum imthurnii (Rolfe) M.A.Clem. & D.L.Jones (2002)
- Durabaculum ionoglossum (Schltr.) M.A.Clem. & D.L.Jones (2002)
- Durabaculum jennyanum (Kraenzl.) M.A.Clem. & D.L.Jones (2002)
- Durabaculum kajewskii (Ames) M.A.Clem. & D.L.Jones (2002)
- Durabaculum kennedyi (Schltr.) M.A.Clem. & D.L.Jones (2002)
- Durabaculum kolposense M.A.Clem. & D.L.Jones (2002)
- Durabaculum lasiantherum (J.J.Sm.) M.A.Clem. & D.L.Jones (2002)
- Durabaculum macranthum (A.Rich.) M.A.Clem. & D.L.Jones (2002)
- Durabaculum magistratus (P.J.Cribb) M.A.Clem. & D.L.Jones (2002)
- Durabaculum mirbelianum (Gaudich.) M.A.Clem. & D.L.Jones (2002)
- Durabaculum nindii (W.Hill) M.A.Clem. & D.L.Jones (2002)
- Durabaculum odoardi (Kraenzl.) M.A.Clem. & D.L.Jones (2002)
- Durabaculum okabeanum (Tuyama) M.A.Clem. & D.L.Jones (2002)
- Durabaculum percnanthum (Rchb.f.) M.A.Clem. & D.L.Jones (2002)
- Durabaculum pomatophilum (Schltr.) M.A.Clem. & D.L.Jones (2002)
- Durabaculum prionochilum (F.Muell. & Kraenzl.) M.A.Clem. & D.L.Jones (2002)
- Durabaculum pseudoconanthum (J.J.Sm.) M.A.Clem. & D.L.Jones (2002)
- Durabaculum rennellii (P.J.Cribb) M.A.Clem. & D.L.Jones (2002)
- Durabaculum ruidilobum (J.J.Sm.) M.A.Clem. & D.L.Jones (2002)
- Durabaculum samoense (P.J.Cribb) M.A.Clem. & D.L.Jones (2002)
- Durabaculum sancristobalense (P.J.Cribb) M.A.Clem. & D.L.Jones (2002)
- Durabaculum schulleri (J.J.Sm.) M.A.Clem. & D.L.Jones (2002)
- Durabaculum soriense (Howcroft) M.A.Clem. & D.L.Jones (2002)
- Durabaculum spathulatum (L.O.Williams) M.A.Clem. & D.L.Jones (2002)
- Durabaculum sylvanum (Rchb.f.) M.A.Clem. & D.L.Jones (2002)
- Durabaculum tangerinum (P.J.Cribb) M.A.Clem. & D.L.Jones (2002)
- Durabaculum taurinum (Lindl.) M.A.Clem. & D.L.Jones (2002)
- Durabaculum tokai (Rchb.f.) M.A.Clem. & D.L.Jones (2002)
- Durabaculum undulatum M.A.Clem. & D.L.Jones (2002)
- Durabaculum validum (Schltr.) M.A.Clem. & D.L.Jones (2002)
- Durabaculum veratrifolium M.A.Clem. & D.L.Jones (2002)
- Durabaculum violaceoflavens (J.J.Sm.) M.A.Clem. & D.L.Jones (2002)
- Durabaculum warianum (Schltr.) M.A.Clem. & D.L.Jones (2002)
- Durabaculum williamsianum (Rchb.f.) M.A.Clem. & D.L.Jones (2002)
- Durabaculum wulaiense (Howcroft) M.A.Clem. & D.L.Jones (2002)